# Wilczewko
Wilczewko – wieś w Polsce położona w województwie kujawsko-pomorskim, w powiecie golubsko-dobrzyńskim, w gminie Radomin.

## Podział administracyjny
W latach 1975–1998 miejscowość administracyjnie należała do województwa toruńskiego.

## Demografia
Według Narodowego Spisu Powszechnego (III 2011 r.) wieś liczyła 117 mieszkańców. Jest jedenastą co do wielkości miejscowością gminy Radomin.

## Położenie
Wieś sąsiaduje z Wilczewem (odległość: 1,2 km), Dulskiem (3,7 km) i Frankowem (9 km).